# 2011년 KIA 타이거즈 시즌
2011년 KIA 타이거즈 시즌은 KIA 타이거즈의 30번째 시즌이자 조범현 감독의 부임 후 네 번째 시즌이다. 패넌트레이스에서 4위를 기록하며 준플레이오프에 진출했으나 주축 선수들의 줄부상 등 여러가지 악재가 겹쳐 SK 와이번스에게 지며 탈락했다.
그러나 팀의 에이스 투수인 윤석민이 트리플 크라운을 달성하며 리그 MVP를 차지했고 세 번의 완투 경기를 모두 완봉승으로 기록했는데  이 기록은 역대 저실점 완투를 모두 완봉승으로만 기록한 선수 공동 2위 타이 기록으로 남아 있다.

## 타이틀
- KBO MVP: 윤석민
- KBO 골든글러브: 윤석민 (투수), 안치홍 (2루수), 이용규 (외야수)
- 일구상 최고투수상: 윤석민
- 조아제약 프로야구대상 대상: 윤석민
- 조아제약 프로야구대상 재기상: 이범호
- 동아스포츠대상 프로야구 올해의 선수: 윤석민
- 스포츠토토 올해의 선수상: 윤석민
- 카스포인트 어워즈 투수 1위: 윤석민
- 한국갤럽 선정 가장 좋아하는 한국인 야구선수: 이종범 (3위), 김상현 (8위), 이용규 (9위), 최희섭 (10위)
- 프로야구 30주년 Legend All-Star BEST 10: 선동열 (투수), 한대화 (3루수), 이순철 (외야수 3위)
- 스포츠조선 선정 프로야구 30년 베스트10: 선동열 (투수), 한대화 (3루수), 이순철 (외야수)
- 올스타 선발: 윤석민 (투수), 안치홍 (2루수), 이범호 (3루수), 이용규 (외야수)
- 올스타전 추천선수: 로페즈, 차일목
- 올스타전 선구회상: 이용규
- 올스타전 탈삼진상: 윤석민
- 올스타전 승리감독상: 조범현
- 올스타전 승리팀상: 웨스턴리그
- 컴투스프로야구 KIA 타이거즈 베스트 라인업: 윤석민 (5선발)
- 컴투스프로야구2022 타이틀홀더 라인업: 심동섭 (구원투수)
- 컴투스프로야구 내일은 MVP 라인업: 윤석민 (중계투수)
- 컴투스프로야구 10년대 올스타: 윤석민 (선발투수), 이용규 (중견수)
- 컴투스프로야구 2010년대 KIA 타이거즈 라인업: 윤석민 (선발투수), 심동섭 (중계투수), 손영민 (중계투수), 이용규 (중견수)
- 컴투스프로야구 주요 FA 라인업: 이범호 (3루수)
- 승률: 윤석민 (0.773)
- 완투: 윤석민 (3)
- 완봉: 윤석민 (3)
- 다승: 윤석민 (17)
- 선발승: 윤석민 (17)
- 구원승: 손영민 (9)
- 탈삼진: 윤석민 (178)
- 평균자책점: 윤석민 (2.45)
- BB/K: 이용규 (1.91)
- 타석 당 피투구수: 이용규 (4.26)
- 이닝 당 출루허용률: 윤석민 (1.05)
- 피안타율: 윤석민 (0.223)
- 터프세이브: 유동훈 (4)
- 병살 유도: 윤석민 (20)
- 선발 GSC: 윤석민 (7월 15일 삼성전, 95)

### 퓨처스리그
- 퓨처스 올스타: 박기철, 정상교, 김다원, 임한용
- 이닝: 임준혁 (135)
- 탈삼진: 임준혁 (104)

## 선수단
- 선발투수: 윤석민, 로페즈, 트래비스, 서재응, 양현종
- 구원투수: 손영민, 심동섭, 김건한, 곽정철, 고우석, 김진우, 이상화, 임준혁, 차정민, 박성호, 박경태
- 마무리투수: 유동훈, 한기주, 조태수, 신용운, 박근홍, 이대진, 홍건희
- 포수: 차일목, 김상훈, 이성우, 김태훈
- 1루수: 최희섭, 최훈락, 김주형
- 2루수: 안치홍, 홍재호
- 유격수: 김선빈, 이현곤, 정상교
- 3루수: 이범호, 박기남
- 좌익수: 김원섭, 김상현, 류은재, 이준호, 김다원
- 중견수: 이용규, 임한용, 윤정우
- 우익수: 이종범, 신종길
- 지명타자: 나지완

## 시범 경기
| 순위 | 구단          | 경기 | 승 | 패 | 무 | 승률 | 연속 | 게임차 |
| ---- | ------------- | ---- | -- | -- | -- | ---- | ---- | ------ |
| 1    | 롯데 자이언츠 | 13   | 8  | 5  | 0  | .615 | 2승  | -      |
| 2    | 넥센 히어로즈 | 12   | 7  | 5  | 0  | .583 | 3승  | 0.5    |
| 2    | 두산 베어스   | 12   | 7  | 5  | 0  | .583 | 4승  | 0.5    |
| 4    | LG 트윈스     | 13   | 7  | 6  | 0  | .538 | 2패  | 1.0    |
| 5    | KIA 타이거즈  | 12   | 6  | 6  | 0  | .500 | 2승  | 1.5    |
| 6    | 삼성 라이온즈 | 12   | 5  | 7  | 0  | .417 | 2패  | 2.5    |
| 6    | 한화 이글스   | 12   | 5  | 7  | 0  | .417 | 4패  | 2.5    |
| 8    | SK 와이번스   | 12   | 4  | 8  | 0  | .333 | 3패  | 3.5    |

## 정규 시즌

### 최종 순위
| 순위 | 구단          | 경기 | 승 | 패 | 무 | 승률 | 연속 | 게임차 |
| ---- | ------------- | ---- | -- | -- | -- | ---- | ---- | ------ |
| 1위  | 삼성 라이온즈 | 133  | 79 | 50 | 4  | .612 | 1승  | -      |
| 2위  | 롯데 자이언츠 | 133  | 72 | 56 | 5  | .563 | 2승  | 6.5    |
| 3위  | SK 와이번스   | 133  | 71 | 59 | 3  | .546 | 4승  | 8.5    |
| 4위  | KIA 타이거즈  | 133  | 70 | 63 | 0  | .526 | 2패  | 11.5   |
| 5위  | 두산 베어스   | 133  | 61 | 70 | 2  | .466 | 5승  | 19.0   |
| 6위  | LG 트윈스     | 133  | 59 | 72 | 2  | .450 | 1패  | 21.0   |
| 6위  | 한화 이글스   | 133  | 59 | 72 | 2  | .450 | 3패  | 21.0   |
| 8위  | 넥센 히어로즈 | 133  | 51 | 80 | 2  | .389 | 4패  | 29.0   |

## 통계
| # | 선수   | 경기 | 이닝  | 승 | 패 | 세이브 | 홀드 | 삼진 | 방어율 |
| - | ------ | ---- | ----- | -- | -- | ------ | ---- | ---- | ------ |
| 1 | 윤석민 | 27   | 172.1 | 17 | 5  | 1      | 0    | 178  | 2.45   |
| 2 | 로페즈 | 26   | 153.2 | 11 | 9  | 1      | 0    | 106  | 3.98   |

| # | 선수   | 경기 | 타수 | 안타 | 2루타 | 3루타 | 홈런 | 타율  |
| - | ------ | ---- | ---- | ---- | ----- | ----- | ---- | ----- |
| 1 | 이용규 | 111  | 421  | 140  | 16    | 2     | 3    | 0.333 |
| 2 | 안치홍 | 115  | 378  | 119  | 21    | 4     | 5    | 0.315 |
| 3 | 김선빈 | 98   | 335  | 97   | 12    | 2     | 4    | 0.290 |

| 부문            | 선수          | 기록    |
| --------------- | ------------- | ------- |
| 승리(W)         | 윤석민        | 17      |
| 평균자책(ERA)   | 윤석민        | 2.45    |
| 탈삼진(SO)      | 윤석민        | 178     |
| 세이브(SV)      | 유동훈 한기주 | 7       |
| 홀드(HLD)       | 손영민        | 10      |
| 승률(WPCT)      | 윤석민        | 0.773   |
| 경기(G)         | 손영민        | 59      |
| 선발(GS)        | 윤석민        | 25      |
| 이닝            | 윤석민        | 172 1/3 |
| 완투            | 윤석민        | 3       |
| 완봉            | 윤석민        | 3       |
| 승리기여도(WAR) | 윤석민        | 6.62    |

| 부문            | 선수          | 기록  |
| --------------- | ------------- | ----- |
| 타율(AVG)       | 이용규        | 0.333 |
| 홈런(HR)        | 나지완        | 18    |
| 타점(RBI)       | 이범호        | 77    |
| 득점(R)         | 이용규        | 84    |
| 안타(H)         | 이용규        | 140   |
| 출루율(OBP)     | 이용규        | 0.427 |
| 장타율(SLG)     | 안치홍        | 0.431 |
| OPS             | 이용규        | 0.829 |
| 타석            | 이용규        | 503   |
| 2루타           | 안치홍 이범호 | 21    |
| 3루타           | 안치홍        | 4     |
| 볼넷            | 이범호        | 75    |
| 사구            | 김상현 이용규 | 9     |
| 희생타          | 김선빈        | 25    |
| 경기            | 신종길        | 116   |
| 승리기여도(WAR) | 이용규        | 5.54  |

- 투수, 타자 순위는 규정 이닝 또는 규정 타석을 채운 선수들만 표시

## 여담
- 2군 홈구장으로 전남 야구장을 사용한 마지막 시즌이다.
- 윤석민은 이 시즌 3차례 완투했는데, 이는 모두 완봉이기도 했다.
- 2012 2차 드래프트 1라운드에서 이두환을 지명하여 구단 사상 최초의 2차 드래프트 지명자가 되었다.

## 달성 기록
- 5월 8일 - 역대 최초 끝내기 삼중살 (vs SK 와이번스)

## 수상
- 정규리그 MVP - 윤석민
- 골든글러브
  - 투수 - 윤석민
  - 2루수 - 안치홍
  - 외야수 - 이용규
- 삼진왕 - 윤석민
- 다승왕 - 윤석민
- 승률왕 - 윤석민
- 최우수평자책 - 윤석민